# Christoph 14
Christoph 14 ist der Funkrufname eines vom Bundesministerium des Innern betriebenen Rettungshubschraubers. Der Hubschrauber vom Typ Airbus Helicopters H135 ist am Klinikum Traunstein in Traunstein stationiert. Die Piloten gehören zur Fliegerstaffel Süd der Bundespolizei. Die Notärzte kommen vom Klinikum Traunstein, die Notfallsanitäter werden vom Bayerischen Roten Kreuz gestellt. Das Einsatzgebiet für die Luftrettung erstreckt sich auf einen Umkreis von etwa 60 Kilometer rund um Traunstein. Christoph 14 fliegt auch grenzüberschreitende Einsätze.

## Geschichte
Im Bereich Traunstein war bereits von 1972 bis 1975 ein Rettungshubschrauber der Privatfirma „Ortner Süd-Helicopter“ in Betrieb. Am 10. September 1976 wurde eine orangefarbene Bölkow Bo 105 für die Luftrettung in der Region Südostoberbayern in Dienst gestellt.
Im Januar 2007 wurde die geleaste Bo 105 an den Hersteller zurückgegeben und durch eine Eurocopter EC 135 ersetzt.
Ende 2016 wurde bekannt gegeben, dass für die Stationen Christoph 14 und Christoph 17 zwei neue, leistungsfähigere Airbus Helicopters H135 beschafft werden und als Springer eine Bestandsmaschine (D-HZSH) auf den H135-Standard aufgerüstet wird. Später wurde bekannt, dass eine weitere Maschine (D-HZSO) aufgerüstet wird. Die wesentlichste Neuerung ist neben der besseren Leistung in sog. hot-and-high-Bedingungen die über 90 Meter Seillänge verfügende Rettungswinde.
Im Oktober 2018 wurde die neue Maschine offiziell übergeben und in Dienst gestellt. Seit der Umstellung auf die Airbus Helicopters H135 werden an der Station die Maschinen mit den Kennungen D-HZSH, D-HZSO, D-HZSQ und D-HZSR eingesetzt.

## Ausrüstung
Die medizinische Ausstattung orientiert sich hinsichtlich der medizinischen Geräte, Medikamente und Materialien am Notarztwagen. In Europa ist sie durch die EN 13718 geregelt. Damit kann eine Versorgung vor Ort und während des Transportes auf notfallmedizinischem Niveau erfolgen.
Aufgrund des Einsatzgebietes von Christoph 14, das auch die Chiemgauer und Berchtesgadener Alpen umfasst, sind zusätzlich ein Lawinenortungssystem und bis zu 90 m lange Bergetaue über eine Doppellasthakenanlage vorhanden. Die Maschine verfügt außerdem über eine Rettungswinde. Die Bergrettung erfolgt in Zusammenarbeit mit der Bergwacht Bayern.

## Zwischenfälle
Am 30. März 1982 kam es bei Kastl (Altötting) zum Absturz von Christoph 14. Der Hubschrauber musste beim Landeanflug einer Starkstromleitung ausweichen, berührte einen Baum und stürzte dabei ab. Am Rettungshubschrauber entstand Totalschaden, alle drei Besatzungsmitglieder wurden zum Teil schwer verletzt.
Am 22. März 1983 stürzte der Hubschrauber auf dem Rückflug von Berchtesgaden in einem Schneesturm bei Gröben, einem Ortsteil von Teisendorf, ab. Die dreiköpfige Besatzung kam dabei ums Leben.

## Sonstiges
Der Name Christoph 14 geht auf den heiligen Christophorus zurück, den Schutzpatron der Reisenden. Nach ihm tragen alle deutschen Rettungshubschrauber den BOS-Funk-Rufnamen Christoph, gefolgt von einer Nummer bei Rettungshubschraubern und einer Bezeichnung zum Standort bei Intensivtransporthubschraubern.